# Лапшина, Ольга Георгиевна
Ольга Георгиевна Лапшина (род. 8 мая 1962, Москва) — российская актриса театра и кино.

## Биография
Ольга Лапшина родилась 8 мая 1962 в Москве. С 1979 по 1987 работала в ГРЮБе в отделе профессиональной ориентации.
В 1987 году окончила МГИК (библиотечный факультет).
В 1993 году окончила заочный актёрский факультет Российского института театрального искусства — ГИТИС (курс Г.Б Волчек и И. В. Кваши). С 1990 по 1992 играла роль Ани в спектакле «Крутой маршрут» в «Современнике».
С 1993 по 2012 работала в театре Станиславского.
С 2000 по 2012 работала в театре «Центр драматургии и режиссуры».
Регулярно снимается в кино и сериалах. Среди последних проектов актрисы: «Человек из Подольска», «Оторви и выбрось» и «Казнь» Ладо Кватании — детективный триллер вышел в российский прокат 21 апреля. Фильм уже получил две награды на кинофестивале в Реймсе (Франция).

## Личная жизнь
Состоит в браке с музыкантом Сергеем Старостиным. Двое детей: Степан и Мария.

## Театральные работы

#### Театр Современник
- 1990—1992 — Крутой маршрут (реж. Волчек Галина Борисовна) — Аня
- Голая пионерка (реж. Серебренников Кирилл Семёнович) — бабушка Александра, Домна Дормедонтовна

#### Театр им. К. С. Станиславского:
- Иванов — странница
- Тот этот свет (реж. Владимир Мирзоев) — женщина
- Голуби (реж. Владимир Мирзоев) — юродивая
- Укрощение строптивой (реж. Владимир Мирзоев) — Кертис
- Двенадцатая ночь (реж. Владимир Мирзоев) — Оля
- Завещание по-итальянски (реж. Семён Спивак)- Челесте
- Семеро святых из деревни Брюхо (реж. Владимир Мирзоев) — Блаженная Дуся
- Любовь и карты — Марфа
- Евграф, искатель приключений — Мать
- Куба — любовь моя — пионервожатая
- Не верю (реж. Марат Гацалов, пьеса Михаила Дурненкова) — Надежда Михайловна

##### Центр Драматургии и Режиссуры Казанцева и Рощина
- Москва — открытый город
- Ощущение бороды[3] (пьеса Ксения Драгунская, реж. О.Субботина)
- Обломoff[4] — (пьеса и режиссура Угаров Михаил Юрьевич)
- Трансфер[5] — (пьеса Максим Курочкин, реж. Михаил Угаров и Руслан Маликов)
- Красной ниткой (реж. Владимир Панков)
- Сексуальные неврозы наших родителей (реж. Георг Жено)
- Скользящая Луче (реж. Владимир Скворцов)
- Пленные духи[6] (пьеса братья Пресняковы, реж. Владимир Агеев)
- Хлам (пьеса Михаил Дурненков, реж. Марат Гацалов)

#### МХТ им. Чехова
- Иов[7] (реж. Денисова)

##### Театр наций
- Прикасаемые (реж. Руслан Маликов)
- CIRCO AMBULANTE[8] (реж. Андрей Могучий)
- FIGARO. СОБЫТИЯ ОДНОГО ДНЯ[9] (реж. Кирилл Серебренников)
- Сказки Пушкина[10] (реж. Роберт Уилсон) — сватья баба бабариха
- Иванов (реж. Тимофей Кулябин) — Авдотья Назаровна

## Фильмография
- 1993 — Витька Шушера и автомобиль
- 1993 — Сикимоку — Вера
- 2004 — Богиня: Как я полюбила — Аля
- 2004 — Дети Арбата (телесериал) — вдова
- 2004 — Рагин — баба с ужом
- 2005 — Дело о Мёртвых душах (мини-сериал)
- 2005 — Адъютанты любви (сериал) — странница
- 2005 — Казус Кукоцкого — пьянчужка
- 2006 — Многоточие — Кондратьиха
- 2006 — Сватовство (короткометражка)
- 2007 — Бешеная (сериал) — Котова
- 2007 — Изгнание — крестьянка
- 2008 — Муха — Клава
- 2008 — Цыганочка с выходом — Светлана Ивановна Кромова
- 2008 — Все умрут, а я останусь — мама Кати
- 2008 — Событие (реж. А.Эшпай)
- 2009 — Иван Грозный (сериал)
- 2009 — Ваша остановка, мадам (сериал)
- 2009 — Разжалованный — сумасшедшая
- 2009 — Чудо — Клавдия Ивановна
- 2010 — Дом малютки — Анфиса Андреевна
- 2010 — На ощупь — официантка
- 2011 — Наследница — Зинаида Шаповалова
- 2011 — Елена
- 2011 — Быть или не быть
- 2011 — Лжесвидетельница
- 2011 — Раскоп
- 2011 — Жила-была одна баба — Федина
- 2011 — Борис Годунов
- 2011 — Жить (фильм, 2012) — Галина
- 2011 — Всегда говори всегда
- 2012 — День учителя — женщина в магазине
- 2013 — Переводчик — Рая
- 2013 — Долгий путь домой
- 2013 — Обнимая небо — Лариса Гуськова
- 2014 — Класс коррекции — Полина Григорьевна, мама Антона
- 2014 — Левиафан — матушка
- 2014 — Соблазн (сериал)
- 2015 — Молодая гвардия — Ефросинья Шевцова
- 2015 — Паук (телесериал) — Елена Куняева, соседка Скуратова
- 2015 — Охрана
- 2015 — Её звали Муму (реж. Владимир Мирзоев)
- 2016 — Электрический стул (короткометражка)
- 2016 — Мама (короткометражка)
- 2017 — Как Витька Чеснок вёз Лёху Штыря в дом инвалидов — тёща
- 2017 — Отчий берег
- 2017 — Жена полицейского
- 2017 — Близкие — врач скорой помощи
- 2018 — Бывшие — Галина
- 2018 — Вне игры
- 2018 — Бонус — мать MC Бокса
- 2018 — Русское краткое
- 2018 — А. Л. Ж. И. Р. (сериал) — Эмма Лазуркина
- 2019 — Дипломат (сериал) — Сусанна Рожкова, мать Романа
- 2019 — Это не навсегда
- 2019 — Душегубы — Раиса Ивановна Рогова
- 2020 — Колл-центр — Светлана Васильевна, мама Лизы
- 2020 — Два берега
- 2020 — Хороший человек — Марта
- 2020 — Ольга — хозяйка птицефермы Нина Петровна (4 сезон)
- 2020 — Конференция — Светлана
- 2020 — Человек из Подольска — бабушка Фролова
- 2020 — Зоя — Авдотья Воронина
- 2021 — Оторви и выбрось — надзирательница
- 2021 — Коса — Инна Владимировна Серова
- 2021 — «Везёт» — тётя Нюси
- 2022 — Мария. Спасти Москву — старица Матрона
- 2022 — Обоюдное согласие — Нина Алексеевна Нестеренко, жена Виктора Ивановича, учительница
- 2022 — Казнь — Инна Соина
- 2022 — Странный детектив — Галина Король
- 2022 — Огород — Элла, сестра Зои.
- 2023 — Вера — бабушка Ромки
- 2023 — Сансара — мать Андрея
- 2023 — Слово пацана. Кровь на асфальте — тётя Нина
- 2023 — Лето. Нулевые — тётя Саня
- 2023 — Лимитчицы — Трегубиха
- 2023 — Одним днём — Галина, мать Семёна
- 2024 — Плевако — Варвара Игнатьевна Дубровина, мать Александры Максименко
- 2024 — Смотри на меня! — диспетчер

## Награды
- Премия «Фигаро» (2025)[11]